# Các đơn vị đo năng lượng
Có rất nhiều đơn vị được sử dụng trong việc đo đạc năng lượng, nhưng thường được chia làm hai dạng chính: dạng "đơn vị cơ bản" được định nghĩa và sử dụng mà không dựa theo một dạng nhiên liệu cụ thể nào, dạng thứ hai được định nghĩa và đặc trưng cho một loại nhiên liệu cụ thể, dạng này thường được sử dụng để đo năng lượng điện tiêu thụ.

## Joule (J)
Joule (đọc là "Jun") là đơn vị đo năng lượng được sử dụng trong Hệ đo lường quốc tế SI. Về mặt đơn vị 1 J bằng 1 Nm (Newton nhân mét), hoặc bằng:
{\displaystyle 1\ \mathrm {J} =1\ \mathrm {kg} \left({\frac {\mathrm {m} }{\mathrm {s} }}\right)^{2}=1\ {\frac {\mathrm {kg} \cdot \mathrm {m} ^{2}}{\mathrm {s} ^{2}}}}

## Ca-lo (cal)
Ca-lo là đơn vị dùng để đo nhiệt lượng do một vật chất hấp thụ hay tỏa ra. Theo định nghĩa truyền thống, 1 ca-lo bằng nhiệt lượng cần cung cấp cho 1 gram nước để tăng nhiệt độ thêm 1 độ C, từ 14,5 °C lên 15,5 °C (Đôi khi người ta gọi là 15 °C ca-lo). Do đó việc quy đổi đơn vị giữa Ca-lo và Joule có nhiều cách, cụ thể như sau:
- Trong nhiệt hoá học: 1 cal = 4,184 J
- 15 °C Ca-lo: 1 cal = 4,1858 J
- Theo bảng Ca-lo quốc tế: 1 cal = 4,1868 J
- Giá trị trung bình: 1 cal = 4,1900 J

Ca-lo được sử dụng để đo năng lượng mà thức ăn cung cấp cho cơ thể, về mặt định lượng, đơn vị được sử dụng là kilo ca-lo (viết tắt kCal), theo đó 1 kCal = 1000 cal. Tuy vậy, trong thực tế người ta thường chỉ gọi đơn giản là calo. Ví dụ, nói một cốc sữa có 15 calo, có nghĩa là nó cung cấp 15 kilo calo (=15000 Calo) năng lượng cho các hoạt động của cơ thể.

## Kilôwatt giờ (kWh)
Kilôwatt giờ (ký hiệu: kWh) là đơn vị tiêu chuẩn được sử dụng trong sản xuất và tiêu thụ điện năng. Theo định nghĩa 1 kWh = 3,6 x 106 J.

## British thermal unit (Btu)
Btu là đơn vị của Hệ đo lường Anh. 1 Btu = 251,9958 cal.